# Lăng Rakovský
Lăng Rakovský (tiếng Slovakia: Mauzóleum Rakovských) là một tòa nhà được xây dựng theo phong cách kiến trúc tân Gothic tọa lạc trong khuôn viên của một nghĩa trang ở làng Rakovo, vùng Žilina, Slovakia. Lăng mộ này là di tích kiến trúc cuối cùng còn tồn tại gắn liền với gia đình Rakovský. Gia đình Rakovský đã đóng một vai trò quan trọng trong sự phát triển kinh tế, xã hội và văn hóa của khu đô thị Turčianská trước đây.

## Lịch sử
Štefan Rakovský từng hứa với anh trai Ivan rằng ông sẽ xây một lăng mộ gia đình ở Rakovo. Cả hai người đều có mối quan hệ bền chặt với nơi này vì họ được sinh ra ở đây. Štefan đã giữ lời hứa. Thợ xây Stanislav Zachar là tác giả của bản thiết kế tòa nhà này vào năm 1906. Thiết kế của tòa nhà lấy cảm hứng từ kiến trúc nhà thờ. Tòa nhà này độc đáo vì có sự kết hợp hoàn hảo các chi tiết được xử lý công phu và trang trí bằng vữa và sơn ở cả bên ngoài và bên trong lăng.
Sau khi Štefan Rakovský và vợ ông là Ida qua đời, hài cốt của họ và con trai đầu lòng Endre được chuyển đến lăng mộ này vào năm 1913. Lăng chứa hài cốt của sáu thành viên trong gia đình Rakovský, bao gồm Ivan Rakovský (1826 - 1905), Sarlota Rakovský (1849 - 1887), Angelika Rakovský (1862 - 1878), Štefan (István) Rakovský (1847 - 1910), Ida Rakovský (1851 - 1913), và Endre Rakovský (1878 - 1881).